# سن-کلئوفاس، کبک
سَن-کلِئوفاس (به فرانسوی: Saint-Cléophas) قصبه‌ای در منطقه شهری لا ماتاپدیا ناحیه با-سن-لوران در استان کبک کانادا است. در سرشماری سال ۲۰۱۱ این قصبه ۴۵۰ نفر جمعیت داشته‌است و مساحت آن ۹۷٫۴۶ کیلومتر مربع است.